# 彼達迪華夏普爾足球會
佩塔提克瓦工人足球俱乐部，以色列佩塔提克瓦市足球俱乐部。该队现参加以色列超級足球聯賽。
该队曾于1955, 1958–59, 1959–60, 1960–61, 1961–62, 1962–63赛季获得联赛冠军。

## 外部連結
- Academy website （页面存档备份，存于） （希伯來語）
- Hapoel Petach Tikva Museum （页面存档备份，存于） （希伯來語）